# La verità in pittura
La verità in pittura (in francese La Vérité en peinture) è un libro del 1978 che raccoglie le riflessioni estetico-filosofiche di Jacques Derrida intorno al tema dell'arte pittorica. È suddiviso in quattro sezioni e il titolo riprende una frase di Paul Cézanne.

## Contenuti
Il libro è una "messa in crisi di una riflessione estetica tradizionale e del concetto stesso di opera d'arte."
Il titolo pone il tema della filosofia classica della verità, ma Derrida subito lo sottrae e lo revoca. "La verità in pittura" deriva da una frase di Paul Cézanne, che si trova in una lettera indirizzata a Emile Bernard. Derrida analizza cosa possa significare tale frase, arrivando alla conclusione che probabilmente si tratta di un speech act, di una promessa di Cézanne. Come però si può restituire la verità in pittura? Non si tratta di un singolo quadro, ma si tratti di un percorso che si snoda in tutta la produzione pittorica. Subito però si presenta il problema di che cosa può significare Verità. Tale problematica Derrida indaga con "strategie oblique" scrivendo quattro volte intorno alla verità nella pittura.
Nell'introduzione chiamata Passe-partout non a caso, Derrida dichiara il problema che si pone nel libro. Si tratta del idioma e delle sue declinazioni. 
Come si fa a parlare di pittura? Passare da un linguaggio ad un altro? Oppure è proprio il tratto, che "dà a vedere senza darsi a vedere",  forse è il trait d'union dei due sistemi di comunicazione. Il tratto, o traccia differenziale è un "movimento intrinsecamente differenziale dell'immagine". "L'immagine come traccia iconica costituisce il motore di ogni differenza e specificazione possibile, tanto nella visione quanto nel pensiero....operando lungo due direzioni opposte e, ad un tempo, complementari, ovvero, la ripetizione e la differenza."
Derrida, sezionando l'estetica kantiana, incentra la sua attenzione sui Parergon, invece che sull'ergon, perché non c'è ergon che non abbia il proprio parergon, quest'ultimo capace di superare la dicotomia tra dentro e fuori, tra quadro e cornice.
Partendo dai margini dell'opera Derrida tenta la decostruzione, cercandone le linee di fuga,  i molteplici tratti che la costituiscono.
Bisogna forse rendere spurii i due linguaggi e farli confluire l'uno nell'altro, agendo cioè da pittore attraverso l'utilizzo di lemmi linguistici.

## Struttura
(Jacques Derrida)
Partendo da una dichiarazione di intenti di Cézanne, quella di restituire la verità in pittura, Derrida parte alla minuta sezione del problema di cosa si intende con tale frase e lo declina in quattro punti principali e cioè: 1)la prima parte, che si articola in quattro Parergon -rispettivamente: Lemmi, Il parergon, Il senza della censura pura, Il colossale- intende ripercorre la grande tradizione filosofica di cosa è un'opera d'arte, nelle declinazioni di Kant, Hegel, Heidegger; 2) Segue +R (al di sopra del mercato) scritto in occasione della mostra di Adami Il viaggio del disegno del 1975, come per appunto tenere legati due idiomi che paiono differenti e senza punti in contatto apparentemente, cioè il tratto fonico al tratto grafico; 3)La prossima sezione sono i Cartigli, 
pubblicati in occasione della mostra di Gérard Titus-Carmel del 1978 al Centre Georges Pompidou e qui Derrida prende in considerazione il tratto come firma e scioglie il cosiddetto sistema delle "duzioni"(riproduzione, produzione, induzione, riduzione), la firma come evento che ha luogo. 4)L'ultima parte sono le RESTRIZIONI della verità in pointure, definito da Derrida "polilògo" e dice che si tratta di una voce di donna. Quest'ultimo è è un intreccio dei tre discorsi precedenti ed una risposta al saggio di Meyer Schapiro "La natura morta come oggetto personale" del 1968. In tale saggio Schapiro afferma che Heidegger nel suo saggio sull'Origine dell'opera d'arte è egli stesso, dopo aver visto il dipinto di Van Gogh con sopra tre scarpe dipinte, a attribuire attraverso la proiezione il valore contadino delle scarpe grazie ai propri(di Heidegger) ideali terreni, mentre si tratta da tipiche scarpe cittadine, probabilmente appartenute a Van Gogh stesso. Derrida risponde con l'interrogativo che cosa sono un paio di scarpe, formulato sotto forma di dialogo a più voci, spingendo il discorso sempre più minuziosamente al limite.